# Scopula fulvostriata
Scopula fulvostriata är en fjärilsart som beskrevs av Geoffroy 1762. Scopula fulvostriata ingår i släktet Scopula och familjen mätare. Inga underarter finns listade.